# Suomen virallinen lista
Suomen virallinen lista es una lista musical que comenzó en Finlandia en agosto de 1992 a pesar de que ya existía una lista oficial de nombre Finland Singles Chart, sin embargo, la lista de éxitos Hittiä Mita, tiene las 50 mejores canciones utilizando una combinación de ventas de los sencillos y de temas escuchados en la radio. Esto significó que una canción pudiese entrar en esta tabla puramente a través de las emisiones de radio y sin ser lanzada como sencillo, aunque las ventas se contabilizan también.

## Gráficos semanales
- Albums (Top 50)
- Singles (Top 20)
- Downloads (Top 30)
- Mid-priced albums (Top 10)
- Music DVD (Top 10)